# جوسيبي بوليسي
جوسيبي بوليسي (بالإيطالية: Giuseppe Pugliese)‏ (4 نوفمبر 1983 ببوتينيانو في إيطاليا - ) هو لاعب كرة قدم إيطالي في مركز الدفاع. لعب مع نادي ساليرنيتانا ونادي سيتاديلا ونادي فاريسي ونادي مونزا وهيلاس فيرونا وSS Monopoli 1966 ‏ وإيه إس نويكاتارو.